# Samueli Naulu
Pas d'image ? Cliquez ici

a Compétitions nationales et continentales officielles uniquement.

Dernière mise à jour le 31 mars 2013.
Samueli Dawai Naulu, né le 5 février 1982 à Nadi aux îles Fidji et mort le 30 mars 2013 à Issigeac en France, est un joueur fidjien de rugby à XV évoluant au poste d'ailier.

## Biographie
En 2005, Samueli Naulu s'engage avec l'USA Perpignan avec qui il joue pendant cinq saisons. Avec le club catalan, il remporte le Championnat de France en 2009 même s'il ne dispute pas la finale en raison d'une blessure au genou,. En 2010, il rejoint le Limoges rugby pour une saison en Fédérale 1 avant de s'engager avec l'US Bergerac qui évolue en Fédérale 3. Le 30 mars 2013, alors qu'il circule sur une départementale, Naulu perd le contrôle de son véhicule qui percute un arbre, selon les gendarmes. L'accident mortel se produit vers 6 h à Issigeac, à une vingtaine de kilomètres au sud de Bergerac. Le club catalan lui rend hommage à l'occasion du quart de finale de la Coupe d'Europe disputé contre le Stade toulousain le vendredi 5 avril.

## Palmarès
- Vainqueur du Championnat de France en 2009